# Diogo Acosta
Diogo Acosta (født 13. juni 1990) er en brasiliansk fodboldspiller.